# Lijst van spelers van ASEC Mimosas
Dit is een lijst van spelers van ASEC Mimosas.

## B
- Arthur Boka

## C
- Barry Boubacar Copa
- Sekou Cissé
- Gohi Bi Zoro Cyriac

## D
- Aruna Dindane

## E
- Emmanuel Eboué
- Seydou Doumbia

## K
- Bonaventure Kalou
- Salomon Kalou
- Seydou Badjan Kanté
- Bakari Koné

## L
- Igor Lolo

## N
- Marco Né

## S
- Moussa Sanogo
- Moussa Sanogo

## T
- Siaka Tiéné
- Ibrahim Touré
- Kolo Touré
- Yaya Touré

## Y
- Gilles Yapi Yapo

## Z
- Didier Zokora
- Mamadou Zongo